# Fabien Barthez
Fabien Alain Barthez, mais conhecido como Barthez (Lavelanet, 28 de Junho de 1971) é um ex-futebolista francês que atuava como goleiro. Atualmente, Barthez é piloto de Gran Turismo.
Ganhou fama por suas passagens pelo Olympique de Marseille, Manchester United e principalmente pela Seleção Francesa.

## Carreira

### Na França
Barthez realizou sua primeira partida pelo Toulouse no dia 21 de Setembro de 1991, no jogo contra o AS Nancy.
No verão de 1992 ele se transferiu para o Olympique de Marseille, na época considerada a melhor equipe da França. Ele ganhou muito espaço na equipe e pouco após já era titular absoluto. Na temporada 1992/1993 ele foi o titular do Marseille e conquistou o Campeonato Francês e a Liga dos Campeões da UEFA, tornando-se o goleiro mais jovem a vencer a competição, então com 22 anos de idade, marca batida por Íker Casillas no ano 2000.
Depois do fim da Liga dos Campeões, foi descoberto que o Olympique de Marseille havia manipulado os resultados para vencer o Campeonato Francês naquele ano. O título foi retirado e além disso a equipe foi forçada a disputar a segunda divisão no ano seguinte, por não ter como pagar a multa que a UEFA impôs e por causa da corrupção. No fim do julgamento, o título da Liga dos Campeões da UEFA não foi retirado por falta de provas de corrupção.
Barthez decidiu continuar na equipe e disputar a segunda divisão na temporada 1993/1994, apesar de várias propostas de clubes da primeira divisão. Barthez e o Olympique de Marseille venceram facilmente a segunda divisão e retornaram a elite na temporada 1994-[1995, mas para formar uma equipe forte novamente o Olympique precisaria de dinheiro, e teve de aceitar a proposta do AS Monaco por Barthez.
Em 1995, Barthez então foi para o AS Monaco, onde jogou por 5 anos e venceu o Campeonato Francês por duas vezes: em 1997 e em 2000, sendo considerado o melhor goleiro do mundo.

### Manchester United
Com as boas atuações na Copa do Mundo de 1998 e na Euro 2000, Barthez chamou a atenção do técnico do Manchester United, Alex Ferguson, que estava à procura de um bom goleiro para substituir Peter Schmeichel, que havia se transferido ao Sporting CP.
Os Red Devils ofereceram 7,8 milhões de euros por Barthez ao Monaco, oferta irrecusável. Após ser oficializado como jogador do clube, o goleiro disse que os companheiros da sua nova equipe estariam proibidos de lhe beijarem a cabeça. Barthez, que tinha o hábito de receber um beijo na cabeça do colega Laurent Blanc antes do começo dos jogos, disse que o zagueiro era o único que poderia fazer tal gesto.
Sua primeira temporada foi um sucesso, facilmente ele conseguiu se tornar ídolo da torcida do United, ajudando a equipe a conquitar a Premier League 2000/2001. O único insucesso foi a perda da copa para o West Ham, de Paolo Di Canio, na 4ª rodada.
A temporada 2001/2002 foi dividida em duas partes para Barthez: A primeira foi um pesadelo, ele sofria constantes falhas e tomava gols facilmente defensáveis. Mas Alex Ferguson teve fé no goleiro francês e na temporada 2002/2003 não se arrependeu: o Manchester United conquistou novamente a Premier League, e Barthez reencontrou as boas atuações. Mas a torcida não parava de o condenar pela desclassificação da Liga dos Campeões da UEFA, após falhar em um gol de Ronaldo. Então com a chegada do jovem goleiro norte-americano Tim Howard ele decidiu deixar os Red Devils.

### O retorno a Marselha

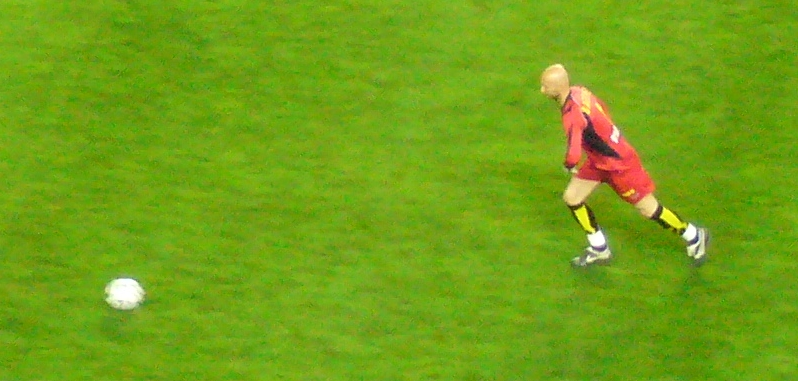
Barthez durante uma partida contra o Saint-Étienne

Como Barthez tinha contrato até 2004 com o United e não queria permanecer na equipe e voltar ao Olympique de Marseille, ele e os dirigentes chegaram a um acordo: Ele poderia ser emprestado ao Marseille até o fim de seu contrato. Mas a FIFA proibiu, pois a janela de transferências já havia terminado, então Barthez ficou na reserva do Manchester até a janela reabrir em Janeiro.
Quando reabriu, ele retornou a Marselha e foi titular absoluto. Quando seu contrato com o Manchester se encerrou, em Abril de 2004 ele assinou com o Olympique um contrato de 2 anos e meio, ou seja, até a primavera de 2006.
Barthez estava envolvido em um polêmica devido a sua ação num amistoso em Marrocos entre o Olympique de Marseille e Raja Casablanca, em 12 de Fevereiro de 2005. Por não concordar com um lance marcado contra o Olympique, Barthez cuspiu no árbrito marroquino Abdellah El Achiri e foi expulso. Em 21 de Abril de 2005, ele foi convocado para uma audição perante a comissão disciplinar da Federação Francesa de Futebol, no dia seguinte ele recebeu uma suspensão de seis meses. Em um movimento incomum, o Conselho Federal da FFF recorreu da suspensão, alegando que a punição deveria ter sido, por um período mínimo de seis meses inteiro. Eventualmente, a sua suspensão foi prorrogado para seis meses, devido a pressões políticas.

### Aposentadoria
Em 2006, pouco tempo depois da sua participação na Copa do Mundo daquele ano, seu contrato com o Marseille havia se expirado e os dirigentes decidiram não renovar por causa de sua idade avançada. No dia 8 de Agosto daquele ano ele deu uma entrevista que gostaria de continuar jogando futebol e o time ideal para se continuar era o Toulouse FC, onde havia começado a carreira e onde poderia cuidar de sua mãe que estava doente e que morava em Toulouse. E disse ainda que se não acertasse a negociação até dia 31 de Agosto ele não teria como proceder no futebol. No dia 5 de Outubro de 2006 ele confirmou sua aposentaria depois do fracasso da negociação com o Toulouse.

### A volta
No dia 17 de Dezembro de 2006, Barthez anunciou que iria voltar ao futebol depois que assinou contrato com o FC Nantes Atlantique, que necessitava de um goleiro, já que Mickaël Landreau havia se transferido para o Paris Saint Germain e Vladimir Stojković não mostrava boas atuações. Barthez, no entanto, também não mostrou boas atuações e naquela temporada a equipe viria a ser rebaixada.
Então, no dia 29 de Abril de 2007, o presidente da equipe, Rudi Roussillon, afirmou que Barthez não era mais jogador do FC Nantes, após o goleiro discutir com torcedores, chegando a trocar socos com um deles. No dia seguinte, Barthez confirmou sua saída do clube e a rescisão de contrato. Barthez negou que iria se aposentar e que queria jogar por mais pelo menos 2 anos, mas nenhuma equipe mostrou interesse e Barthez teve de se aposentar.
No fim de 2007, a equipe mexicana, Necaxa ofereceu-lhe uma proposta, mas Barthez recusou e afirmou que tinha outros planos e já havia se aposentado.
No dia 25 de Janeiro de 2008, numa entrevista ao Setanta Sports, Barthez afirmou que num futuro próximo ele tem planos de trabalhar no Futebol de Areia.

### Carreira na Seleção

#### Euro 96 e Copa do Mundo 98
Seu primeiro jogo com a Seleção Francesa de Futebol foi contra a Seleção Australiana, no dia 26 de Maio de 1994.
Foi convocado para a Eurocopa 1996, mas foi reserva do goleiro Bernard Lama. Após o insucesso naquela Euro, Barthez assumiu a meta da seleção francesa e seria o titular nas próximas 6 competições.
Na Copa do Mundo de 1998, que seria realiza na França, Barthez admitiu apenas dois objetivos: vencer todos os sete jogos e ganhar o Troféu Yashin. Barthez, Thuram, Petit, Zidane e companhia passaram facilmente pelos seis primeiros jogos até que na final encontraram a atual campeã mundial, a Seleção Brasileira. Parecia ser impossível vencer um time que tinha Taffarel, Rivaldo e Ronaldo, mas foi goleada, 3x0 para a França, garantindo o inédito título mundial e Barthez conquistando o Troféu Yashin. Depois disso, Barthez era querido não só pelos torcedores do AS Monaco, mas por toda a França.

#### Eurocopa de 2000
Dois anos mais tarde, Barthez novamente contribuiu muito com a Seleção Francesa, conquistando a Eurocopa 2000. Foi a primeira vez em 20 anos que uma equipe conquistava uma Copa do Mundo e uma Eurocopa, respectivamente. Depois disso a Seleção Francesa liderou o ranking de seleções da FIFA por dois anos seguidos.

#### Copa do Mundo 2002, Copa das Confederações 2003 e Euro 2004
Na Copa do Mundo de 2002 foi um vexame, a França liderava o ranking da FIFA e foi eliminada na primeira fase, sem conquistar nenhuma vitória, Barthez fez o que pôde, mas aquele ano não era da França.
Na Copa das Confederações de 2003, Barthez fez ótimas atuações e ajudou a Seleção Francesa a conquistar o título.
Na Eurocopa 2004, a Seleção Francesa, fez uma boa participação nas fase de grupos, ficando em primeiro lugar. Barthez defendeu o pênalti de David Beckham no jogo contra a Inglaterra, garantindo a vitória por 2x1. Mas nas quartas-de-finais, a Seleção Francesa foi eliminada pela Grécia, que viria a ser campeã.

#### Copa do Mundo de 2006
Na Copa do Mundo de 2006 a titularidade de Barthez foi surpresa para muitos, já que todos esperavam que o goleiro principal seria Grégory Coupet, que havia tendo grandes atuações no Olympique Lyonnais. Mas Barthez foi bancado pelo treinador Raymond Domenech, e viria a mostrar que era sim uma boa opção para titular daquela copa.
Na fase de grupos, Barthez fez sua parte, fez ótimas defesas e levou apenas um gol, mas pelas péssimas atuações dos atacantes a Seleção Francesa ficou em segundo lugar no grupo, tendo que enfrentar a poderosa Espanha na segunda fase.
Mas a Seleção Francesa viria a melhorar muito nas fases seguintes: 3x1 na Espanha, 1x0 no Brasil, 1x0 no Portugal, até que na final contra a Itália o jogo foi para os pênaltis, David Trezeguet chutou na trave, Barthez não conseguiu defender nenhuma cobrança e a Seleção Francesa perdeu a chance de ser bicampeã.
Assim termina a carreira de Barthez na Seleção Francesa de Futebol, realizando 87 jogos e se tornando um ídolo, conquistando 3 títulos.

## Automobilismo
Fabien Barthez estreou no automobilismo em 2008, quando aos 36 anos, competiu na Porsche Carrera Cup France. Depois correu em outras três categorias francesas, conquistando seu primeiro pódio em 2010. Em 2013, Barthez venceu o título francês de Grand Turismo. Atualmente, o ex-goleiro já correu 4 edições da 24 Horas de Le Mans.

## Títulos
Olympique de Marseille
- Liga dos Campeões da UEFA: 1992–93
- Copa Intertoto da UEFA: 2005

Monaco
- Ligue 1: 1996–97 e 1999–2000
- Supercopa da França: 1997

Manchester United
- Premier League: 2000–01 e 2002–03

França
- Copa do Mundo FIFA: 1998
- Eurocopa: 2000
- Copa das Confederações: 2003

### Prêmios individuais
- Troféu Yashin: 1998
- Melhor Goleiro do Campeonato Francês: 1998
- Futebolista Europeu do Ano/Melhor Goleiro: 1998 e 2000
- IFFHS ALL TIME FRANCE MEN'S DREAM TEAM[22]